# Баскетбол на летней Универсиаде 1961
Баскетбольный турнир на летней Универсиаде 1961 проходил в городе София (Болгария). Соревнования проводились среди мужских и женских сборных команд. Чемпионом Универсиады среди мужчин второй раз подряд стала сборная Советского Союза. Первым чемпионом Универсиад среди женщин стала сборная Болгарии.

## Победители и призёры

### Мужчины
| Дисциплина | Золото | Серебро  | Бронза       |
| Мужчины    | СССР Николай Баглей Альберт Вальтин Юрий Выставкин Вадим Гладун Виктор Калюжный Виталий Ковянов Олег Кутузов Василий Окипняк Леонид Поплавский Владимир Стремоухов Анатолий Шологон Главный тренер – Владимир Шаблинский | Болгария | Чехословакия |

### Женщины
| Дисциплина | Золото   | Серебро | Бронза       |
| Женщины    | Болгария | Россия Людмила Артюхова Людмила Базаревич Галина Дронова Лидия Леонтьева Светлана Обидина Тамара Пантелеева Равиля Прокопенко Татьяна Смекалова Зинаида Шалаева Людмила Эделева Главный тренер – Павел Баранов | Чехословакия |

## Медальный зачёт
| Место | Страна       | Золото | Серебро | Бронза | Всего |
| ----- | ------------ | ------ | ------- | ------ | ----- |
| 1     | Болгария     | 1      | 1       | 0      | 2     |
| 2     | СССР         | 1      | 1       | 0      | 2     |
| 3     | Чехословакия | 0      | 0       | 2      | 2     |
|       | Всего        | 2      | 2       | 2      | 6     |

## Источник
- 100 лет российского баскетбола: история, события, люди. Справочник (автор-составитель В. Квасков). М., «Советский спорт», 2006. ISBN 5-9718-0175-9